# Rhionaeschna pallipes
Rhionaeschna pallipes är en trollsländeart som först beskrevs av Fraser 1947.  Rhionaeschna pallipes ingår i släktet Rhionaeschna och familjen mosaiktrollsländor. Inga underarter finns listade i Catalogue of Life.